# Ligne de la Ferté-sous-Jouarre à Montmirail
La ligne de la Ferté-sous-Jouarre à Montmirail est une ligne de chemin de fer secondaire à voie métrique de 45 km, aujourd'hui disparue. Elle est concédée à la compagnie de chemins de fer départementaux (CFD) et relie ces deux villes par la vallée du Petit Morin de son ouverture en 1889, à sa fermeture en 1947. Elle fait partie du réseau de Seine-et-Marne de la CFD.

## Historique
Concédée aux CFD, la ligne est mise en service en 1889, en deux étapes :
- le 15 février 1889 de Condetz (rive gauche de la Marne à La Ferté sous Jouarre) à Montmirail
- le 1er octobre 1889 de La Ferté-sous-Jouarre à Condetz.

Elle a été déclarée d'utilité publique par les lois du  12 août 1885  et du 22 juin 1888.

## Description
La longueur de la ligne est de 45 km. Elle s'étend sur les départements de l'Aisne (5 km), la  Marne (4 km) et le reste en Seine-et-Marne.
La ligne est reliée 
- au réseau de Seine et Marne de la Société générale des chemins de fer économiques  en gare de Sablonnières.
- au réseau de la Compagnie des chemins de fer du Sud de l'Aisne (CSA), en gare de Verdelot.
- au réseau des  Chemins de fer de la Banlieue de Reims (CBR), en gare de Montmirail (ligne Epernay -Montmirail).
- au réseau de la compagnie des chemins de fer de l'Est dans les gare de la Ferté-sous-Jouarre et Montmirail

## Exploitation
L'exploitation est assurée par la CFD, jusqu'à la fermeture de la ligne, le 24 juillet 1947.

## Matériel roulant

### Matériel moteur
Cinq locomotives à vapeur type 031, de 16 tonnes à vide no 9 à 11 et 17 à 19.

### Matériel remorqué
Voitures voyageurs : cinq voitures à deux compartiments de 1re et 2e classe, type AB et sept voitures à deux compartiments de 3e classe, type CC. Ces voitures étaient à 2 essieux et plates-formes extrêmes.
Wagons : une quarantaine de wagons de marchandises correspondant à trois types, wagons couverts, wagons tombereaux et wagons plats, et un wagon grue